# Sociedade Esportiva Nova Andradina
La Sociedade Esportiva Nova Andradina, noto anche semplicemente come Nova Andradina, è una società calcistica brasiliana con sede nella città di Nova Andradina, nello stato del Mato Grosso do Sul.

## Storia
Il club è stato fondato il 19 maggio 1989. Il Nova Andradina ha vinto il Campionato Sul-Mato-Grossense nel 1992.

## Palmarès

### Competizioni statali
- Campionato Sul-Mato-Grossense: 1

1992